# فورت رايلي

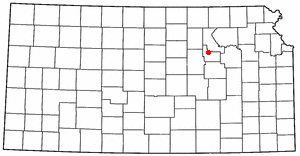
موقع فورت رايلي في ولاية كانساس

فورت رايلي هي موقع عسكري تابع للقوات البرية لجيش الولايات المتحدة تقع بالقرب من نورث سنترال كانساس على نهر كانساس، وتعرف أيضاً باسم كاو Kaw، بين جنكشن سيتي ومانهاتن. تغطي هذه المنطقة العسكرية مساحة 41,170 هكتار في مقاطعتي مقاطعة غيري ومقاطعة رايلي. الجزء الذي يحوي تطوير المساكن هو جزء من فورت رايلي (CPD)، ويقدر عدد ساكنيه بحوالي 7761 شخص حسب تعداد الولايات المتحدة 2010. عدد القاطنين في النهار يصل إلى 25000 شخص. أما رمزها البريدي فهو 66442.

## أعلام
- بريان سيرز
- حيرام تاتل
- شيري موراي
- جوني ديمون
- جيمس إف. أيرز
- فينس جولدسميث
- ويل شيلدز

## وصلات خارجية
- الموقع الرسمي
- تاريخ فورت رايلي نسخة محفوظة 24 يونيو 2007 على موقع واي باك مشين.
- متحف الفرسان الأمريكي
- معلومات متاحف فورت رايلي نسخة محفوظة 2 سبتمبر 2018 على موقع واي باك مشين.
- دليل متاحف فورت رايلي
- مدفع نووي في فورت رايلي
- تاريخ المدفع النووي
- Atomic Cannon and other sites in Fort Riley نسخة محفوظة 9 أغسطس 2007 على موقع واي باك مشين.
- الفيلم القصير Big Picture: The Aggressor متوفر للتحميل من موقع أرشيف الإنترنت [المزيد]
- قالب:HABS
- قالب:HABS